# ارين ديفيس (صحفي)
ارين ديفيس هو صحفي كندي، ولد في 1926، وتوفي في 27 يناير 1995.